# كأس البوسنة والهرسك 2001–02
كأس البوسنة والهرسك 2001–02 هو موسم من كأس البوسنة والهرسك. أقيم خلال الفترة 28 نوفمبر 2001 وحتى 29 مايو 2002، وأشرف على تنظيمه اتحاد البوسنة والهرسك لكرة القدم، وكان عدد الأندية المشاركة فيه 32، وفاز فيه نادي ساراييفو.